# Calotomus spinidens
Calotomus spinidens és una espècie de peix de la família dels escàrids i de l'ordre dels perciformes.

## Morfologia
Els mascles poden assolir els 30 cm de longitud total.

## Distribució geogràfica
Es troba des de Kenya fins a Badia Delagoa (Moçambic), les Illes Marshall i Tonga.